# مارمولکان کمربنددار
مارمولکان کمربنددار (نام علمی: Cordylidae) نام یک تیره از راسته پولک‌داران است.